# Hard Rectangular Drive
Le Hard Rectangular Drive, ou HRD, est un dispositif de stockage de données à rectangle magnétique vibrant. Ses performances seraient supérieures à celles d'un SSD, pour un prix moindre et une meilleure fiabilité. Un prototype de 36 Gio a été construit, censé être moins consommateur en énergie que les disques durs HDD classiques. Le HDR devrait permettre d'atteindre des vitesses de transfert de données de 500 Mo/s, que ce soit en lecture ou en écriture. Sa consommation annoncée de 4 W en fait aussi un stockage peu énergivore, comparé à un disque dur.